# 里奇山 (奧次地)
78°32′S 158°25′E / 78.533°S 158.417°E
里奇山（英語：Mount Ritchie）是南極洲的山峰，位於奧次地，處於懷斯峰東北面6公里，屬於沃倫山脈的一部分，海拔高度超過1,600米，由威靈頓維多利亞大學的探險隊命名，現時由南極條約體系管理。